# Carvana

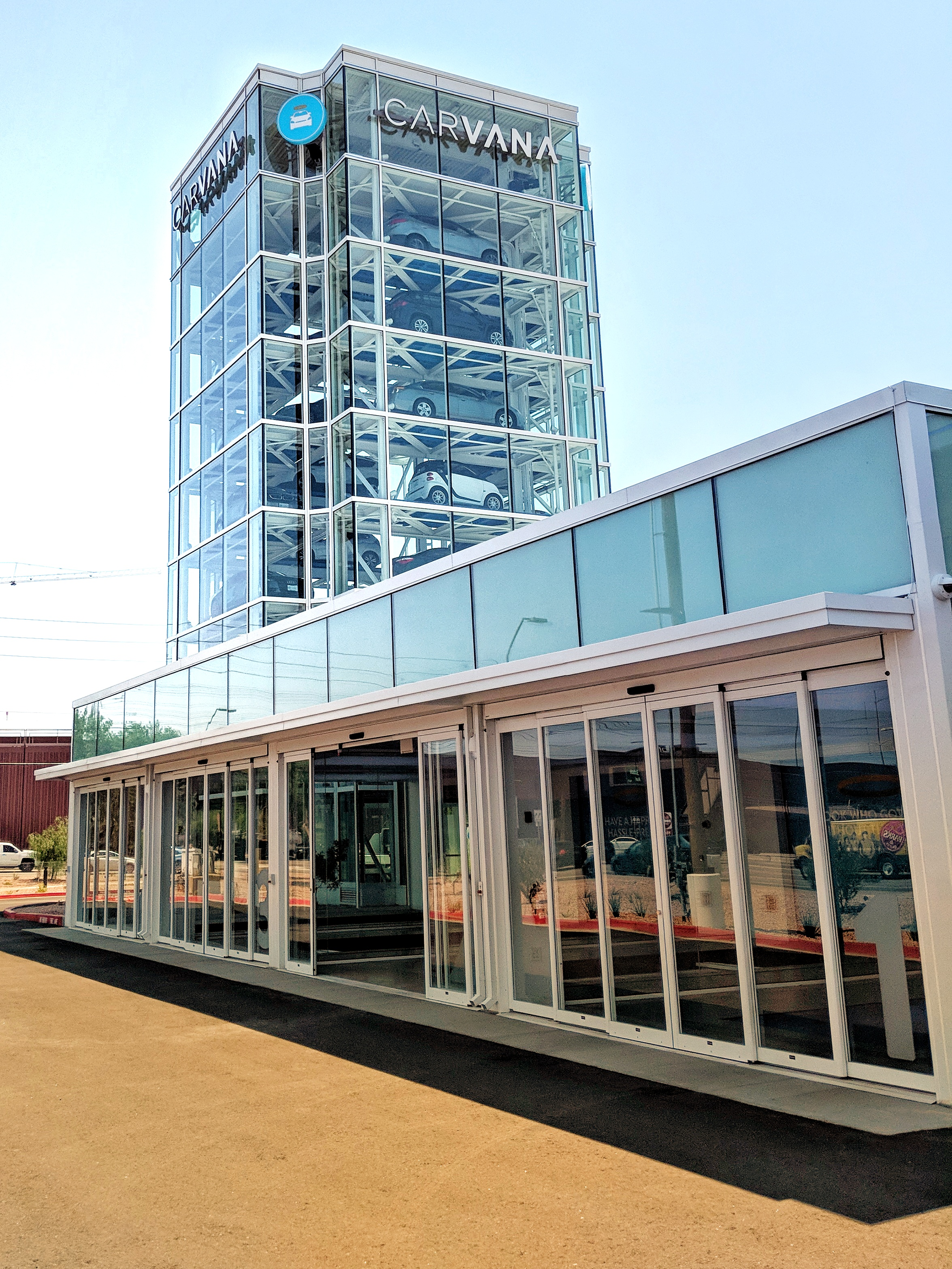
Autoautomat von Carvana

Carvana ist ein US-amerikanisches Unternehmen, welches Gebrauchtwagen über das Internet verkauft. Carvana hat seinen Hauptsitz in Tempe, Arizona und wurde bereits als „Amazon für Autos“ bezeichnet. Das Unternehmen ist der am schnellsten wachsende Online-Gebrauchtwagenhändler in den Vereinigten Staaten und ist für seine mehrstöckigen Autoautomaten bekannt.

## Geschichte
Carvana wurde 2012 von Ernest Garcia III, Ryan Keeton und Ben Huston gegründet. Die erste Finanzierungsrunde des Unternehmens kam von dem Gebrauchtwagenhändler und Finanzierungsunternehmen DriveTime. Im November 2013 eröffnete Carvana seine erste Version eines Autoautomaten. Im Jahr 2015 wurde in Nashville, Tennessee, eine vollautomatische, münzbetriebene Version des charakteristischen Autoautomaten eröffnet. Der Börsengang erfolgte im Jahr 2017 an der New York Stock Exchange.
Als Reaktion auf die COVID-19-Pandemie führte Carvana im März 2020 die berührungslose Auslieferung und Abholung von Fahrzeugen ein. Im zweiten Quartal 2020 meldete das Unternehmen einen Anstieg der Fahrzeugverkäufe um 25 %, der darauf zurückzuführen war, dass physische Händler infolge der COVID-19-Pandemie geschlossen worden waren.  Im gesamten Jahr konnte das Unternehmen ca. 240.000 Automobile absetzten und ist damit der zweitgrößte Online-Gebrauchtwagenhändler in den USA.